# Кулагина, Людмила Сергеевна
Людмила Сергеевна Кулагина (19 августа 1937 — 4 августа 2012) — передовик советской текстильной промышленности, ткачиха Яковлевского льнокомбината Министерства текстильной промышленности РСФСР, город Приволжск Ивановской области, полный кавалер ордена Трудовой Славы (1984).

## Биография
Родилась 19 августа 1937 года в Ленинграде (ныне — Санкт-Петербург). Находилась в блокадном городе, когда отец погиб на фронте. Мать вскоре тоже умерла. Переехала в село Матвеево Парфеньевского района Костромской области, где воспитывалась у родной тётки. В 1954 году завершила обучение в школе.
В 1955 году уехала в город Приволжск Ивановской области и трудоустроилась ткачихой на Яковлевском льнокомбинате. В 1961 году вместе с супругом по направлению уехали работать и жить в Приморский край, в совхоз, в Уссурийский район. Пробыли там недолго, через год уехали в Азербайджан, где работала на хлопчатобумажной фабрике в Мингечауре.
В феврале 1965 года из-за пошатнувшегося здоровья пришлось вернуться в Ивановскую область. Несколько месяцев трудилась почтальоном в городе Фурманов. В октябре того же года вернулась работать на Яковлевский льнокомбинат. Работала одновременно на шести станках. Позже сумела наладить производство и обслуживать одновременно до 41 станка. В 1974 году на выставке достижений народного хозяйства удостоена серебряной медали.
Указом Президиума Верховного Совета СССР от 21 марта 1975 года была награждена орденом Трудовой Славы III степени.
Указом Президиума Верховного Совета СССР от 30 апреля 1980 года была награждена орденом Трудовой Славы II степени.
В 1984 году перешла работать на 60 станков, а затем и на 80. Бригада, в которой трудилась Людмила Сергеевна одной из первых перешла на бригадную форму организации труда.
Указом Президиума Верховного Совета СССР от 2 июня 1984 года за успехи, достигнутые при выполнении плана и социалистических обязательств, за разработку и внедрения новых технологий и личный вклад в текстильную промышленность была награждена орденом Трудовой Славы I степени. Стала полным кавалером Ордена Трудовой Славы.
В 1988 году вышла на пенсию, но осталась работать на производстве.
Активно занималась общественной нагрузкой, была парткомом комбината, партгрупоргом, заместителем председателя женсовета.
Последние годы проживала в городе Волгореченске. Умерла 4 августа 2012 года.

## Награды и звания
- Орден Трудовой Славы I степени (02.07.1984);
- Орден Трудовой Славы II степени (30.04.1980);
- Орден Трудовой Славы III степени (21.03.1975);
- медалями.